# Eleições legislativas de 2009 em Vila Franca de Xira

## Resultados Oficiais
| Partido                 | Partido                        | Votos   | %               | +/-   |
| ----------------------- | ------------------------------ | ------- | --------------- | ----- |
|                         | Partido Socialista             | 25 161  | 38,04 / 100,00  | 10,00 |
|                         | Coligação Democrática Unitária | 11 554  | 17,47 / 100,00  | 0,85  |
|                         | Partido Social Democrata       | 10 795  | 16,32 / 100,00  | 0,15  |
|                         | Bloco de Esquerda              | 8 560   | 12,94 / 100,00  | 3,67  |
|                         | CDS – Partido Popular          | 5 684   | 8,59 / 100,00   | 3,83  |
|                         | PCTP/MRPP                      | 709     | 1,07 / 100,00   | 0,14  |
|                         | Outros                         | 1 488   | 2,26 / 100,00   |       |
| Votos Inválidos         | Votos Inválidos                | 2 199   | 3,33 / 100,00   | 0,63  |
| Total                   | Total                          | 66 150  | 100,00 / 100,00 |       |
| Eleitorado/Participação | Eleitorado/Participação        | 104 829 | 63,10 / 100,00  | 4,64  |
| Fonte                   | Fonte                          | [ 1 ]   | [ 1 ]           | [ 1 ] |

## Resultados por Freguesia
Os resultados seguintes referem-se aos partidos que obtiveram mais de 1,00% dos votos:
| Freguesia               | %     | %     | %     | %     | %     | %    | Votantes |
| Freguesia               | PS    | CDU   | PSD   | BE    | CDS   | PCTP | Votantes |
| ----------------------- | ----- | ----- | ----- | ----- | ----- | ---- | -------- |
| Alhandra                | 36,42 | 26,44 | 12,72 | 12,85 | 5,70  | 0,98 | 3 789    |
| Alverca do Ribatejo     | 40,09 | 17,38 | 15,30 | 12,95 | 7,79  | 1,07 | 14 830   |
| Cachoeiras              | 40,62 | 22,11 | 12,60 | 10,80 | 8,23  | 0,26 | 389      |
| Calhandriz              | 41,21 | 19,47 | 16,07 | 11,34 | 6,24  | 0,57 | 529      |
| Castanheira do Ribatejo | 40,76 | 19,33 | 15,10 | 11,91 | 6,73  | 1,23 | 3 668    |
| Forte da Casa           | 38,19 | 12,44 | 18,81 | 12,98 | 10,05 | 1,01 | 5 763    |
| Póvoa de Santa Iria     | 37,49 | 14,05 | 17,74 | 13,27 | 10,57 | 0,81 | 13 932   |
| São João dos Montes     | 36,47 | 21,91 | 14,44 | 12,67 | 6,89  | 1,35 | 2 597    |
| Sobralinho              | 42,71 | 21,12 | 10,80 | 11,96 | 6,90  | 1,04 | 2 491    |
| Vialonga                | 35,92 | 21,39 | 14,30 | 12,91 | 8,40  | 1,65 | 8 546    |
| Vila Franca de Xira     | 35,97 | 15,38 | 20,11 | 13,38 | 9,15  | 0,96 | 9 616    |
| Vila Franca de Xira     | 38,04 | 17,47 | 16,32 | 12,94 | 8,59  | 1,07 | 66 150   |

#### Alhandra
| Partido                 | Partido                        | Votos | %               | +/-   |
| ----------------------- | ------------------------------ | ----- | --------------- | ----- |
|                         | Partido Socialista             | 1 380 | 36,42 / 100,00  | 11,49 |
|                         | Coligação Democrática Unitária | 1 002 | 26,44 / 100,00  | 3,08  |
|                         | Bloco de Esquerda              | 487   | 12,85 / 100,00  | 4,52  |
|                         | Partido Social Democrata       | 482   | 12,72 / 100,00  | 1,17  |
|                         | CDS – Partido Popular          | 216   | 5,70 / 100,00   | 1,74  |
|                         | Outros                         | 112   | 2,95 / 100,00   |       |
| Votos Inválidos         | Votos Inválidos                | 110   | 2,90 / 100,00   | 0,68  |
| Total                   | Total                          | 3 789 | 100,00 / 100,00 |       |
| Eleitorado/Participação | Eleitorado/Participação        | 5 908 | 64,13 / 100,00  | 4,34  |

#### Alverca do Ribatejo
| Partido                 | Partido                        | Votos  | %               | +/-  |
| ----------------------- | ------------------------------ | ------ | --------------- | ---- |
|                         | Partido Socialista             | 5 946  | 40,09 / 100,00  | 8,70 |
|                         | Coligação Democrática Unitária | 2 577  | 17,38 / 100,00  | 0,33 |
|                         | Partido Social Democrata       | 2 269  | 15,30 / 100,00  | 0,78 |
|                         | Bloco de Esquerda              | 1 920  | 12,95 / 100,00  | 3,22 |
|                         | CDS – Partido Popular          | 1 155  | 7,79 / 100,00   | 3,50 |
|                         | PCTP/MRPP                      | 158    | 1,07 / 100,00   | 0,12 |
|                         | Outros                         | 313    | 2,11 / 100,00   |      |
| Votos Inválidos         | Votos Inválidos                | 494    | 3,33 / 100,00   | 0,57 |
| Total                   | Total                          | 14 830 | 100,00 / 100,00 |      |
| Eleitorado/Participação | Eleitorado/Participação        | 22 992 | 64,50 / 100,00  | 5,27 |

#### Cachoeiras
| Partido                 | Partido                        | Votos | %               | +/-   |
| ----------------------- | ------------------------------ | ----- | --------------- | ----- |
|                         | Partido Socialista             | 158   | 40,62 / 100,00  | 11,19 |
|                         | Coligação Democrática Unitária | 86    | 22,11 / 100,00  | 0,42  |
|                         | Partido Social Democrata       | 49    | 12,60 / 100,00  | 0,41  |
|                         | Bloco de Esquerda              | 42    | 10,80 / 100,00  | 4,78  |
|                         | CDS – Partido Popular          | 32    | 8,23 / 100,00   | 5,10  |
|                         | Outros                         | 10    | 2,58 / 100,00   |       |
| Votos Inválidos         | Votos Inválidos                | 12    | 3,09 / 100,00   | 1,41  |
| Total                   | Total                          | 389   | 100,00 / 100,00 |       |
| Eleitorado/Participação | Eleitorado/Participação        | 586   | 66,38 / 100,00  | 2,10  |

#### Calhandriz
| Partido                 | Partido                        | Votos | %               | +/-  |
| ----------------------- | ------------------------------ | ----- | --------------- | ---- |
|                         | Partido Socialista             | 218   | 41,21 / 100,00  | 5,87 |
|                         | Coligação Democrática Unitária | 103   | 19,47 / 100,00  | 0,49 |
|                         | Partido Social Democrata       | 85    | 16,07 / 100,00  | 0,56 |
|                         | Bloco de Esquerda              | 60    | 11,34 / 100,00  | 2,40 |
|                         | CDS – Partido Popular          | 33    | 6,24 / 100,00   | 2,59 |
|                         | Outros                         | 16    | 3,03 / 100,00   |      |
| Votos Inválidos         | Votos Inválidos                | 14    | 2,65 / 100,00   | 1,36 |
| Total                   | Total                          | 529   | 100,00 / 100,00 |      |
| Eleitorado/Participação | Eleitorado/Participação        | 780   | 67,82 / 100,00  | 1,81 |

#### Castanheira do Ribatejo
| Partido                 | Partido                        | Votos | %               | +/-  |
| ----------------------- | ------------------------------ | ----- | --------------- | ---- |
|                         | Partido Socialista             | 1 495 | 40,76 / 100,00  | 9,65 |
|                         | Coligação Democrática Unitária | 709   | 19,33 / 100,00  | 2,33 |
|                         | Partido Social Democrata       | 554   | 15,10 / 100,00  | 0,07 |
|                         | Bloco de Esquerda              | 437   | 11,91 / 100,00  | 3,73 |
|                         | CDS – Partido Popular          | 247   | 6,73 / 100,00   | 2,64 |
|                         | PCTP/MRPP                      | 45    | 1,23 / 100,00   | 0,10 |
|                         | Outros                         | 76    | 2,07 / 100,00   |      |
| Votos Inválidos         | Votos Inválidos                | 105   | 2,87 / 100,00   | 0,21 |
| Total                   | Total                          | 3 668 | 100,00 / 100,00 |      |
| Eleitorado/Participação | Eleitorado/Participação        | 6 063 | 60,50 / 100,00  | 5,23 |

#### Forte da Casa
| Partido                 | Partido                        | Votos | %               | +/-   |
| ----------------------- | ------------------------------ | ----- | --------------- | ----- |
|                         | Partido Socialista             | 2 201 | 38,19 / 100,00  | 10,32 |
|                         | Partido Social Democrata       | 1 084 | 18,81 / 100,00  | 1,29  |
|                         | Bloco de Esquerda              | 748   | 12,98 / 100,00  | 3,88  |
|                         | Coligação Democrática Unitária | 717   | 12,44 / 100,00  | 1,55  |
|                         | CDS – Partido Popular          | 579   | 10,05 / 100,00  | 4,24  |
|                         | PCTP/MRPP                      | 58    | 1,01 / 100,00   | 0,01  |
|                         | Outros                         | 166   | 2,90 / 100,00   |       |
| Votos Inválidos         | Votos Inválidos                | 210   | 3,65 / 100,00   | 0,61  |
| Total                   | Total                          | 5 763 | 100,00 / 100,00 |       |
| Eleitorado/Participação | Eleitorado/Participação        | 9 256 | 62,26 / 100,00  | 4,52  |

#### Póvoa de Santa Iria
| Partido                 | Partido                        | Votos  | %               | +/-  |
| ----------------------- | ------------------------------ | ------ | --------------- | ---- |
|                         | Partido Socialista             | 5 223  | 37,49 / 100,00  | 9,71 |
|                         | Partido Social Democrata       | 2 472  | 17,74 / 100,00  | 0,55 |
|                         | Coligação Democrática Unitária | 1 958  | 14,05 / 100,00  | 0,65 |
|                         | Bloco de Esquerda              | 1 849  | 13,27 / 100,00  | 3,04 |
|                         | CDS – Partido Popular          | 1 473  | 10,57 / 100,00  | 4,90 |
|                         | Outros                         | 454    | 3,26 / 100,00   |      |
| Votos Inválidos         | Votos Inválidos                | 503    | 3,61 / 100,00   | 0,67 |
| Total                   | Total                          | 13 932 | 100,00 / 100,00 |      |
| Eleitorado/Participação | Eleitorado/Participação        | 21 087 | 66,07 / 100,00  | 3,84 |

#### São João dos Montes
| Partido                 | Partido                        | Votos | %               | +/-  |
| ----------------------- | ------------------------------ | ----- | --------------- | ---- |
|                         | Partido Socialista             | 947   | 36,47 / 100,00  | 8,85 |
|                         | Coligação Democrática Unitária | 569   | 21,91 / 100,00  | 2,17 |
|                         | Partido Social Democrata       | 375   | 14,44 / 100,00  | 1,13 |
|                         | Bloco de Esquerda              | 329   | 12,67 / 100,00  | 4,53 |
|                         | CDS – Partido Popular          | 179   | 6,89 / 100,00   | 3,37 |
|                         | PCTP/MRPP                      | 35    | 1,35 / 100,00   | 0,52 |
|                         | Outros                         | 59    | 2,31 / 100,00   |      |
| Votos Inválidos         | Votos Inválidos                | 104   | 4,00 / 100,00   | 1,92 |
| Total                   | Total                          | 2 597 | 100,00 / 100,00 |      |
| Eleitorado/Participação | Eleitorado/Participação        | 3 771 | 68,87 / 100,00  | 3,43 |

#### Sobralinho
| Partido                 | Partido                        | Votos | %               | +/-  |
| ----------------------- | ------------------------------ | ----- | --------------- | ---- |
|                         | Partido Socialista             | 1 064 | 42,71 / 100,00  | 8,66 |
|                         | Coligação Democrática Unitária | 526   | 21,12 / 100,00  | 1,17 |
|                         | Bloco de Esquerda              | 298   | 11,96 / 100,00  | 2,95 |
|                         | Partido Social Democrata       | 269   | 10,80 / 100,00  | 1,24 |
|                         | CDS – Partido Popular          | 172   | 6,90 / 100,00   | 4,03 |
|                         | PCTP/MRPP                      | 26    | 1,04 / 100,00   | 0,49 |
|                         | Outros                         | 46    | 1,85 / 100,00   |      |
| Votos Inválidos         | Votos Inválidos                | 90    | 3,62 / 100,00   | 1,48 |
| Total                   | Total                          | 2 491 | 100,00 / 100,00 |      |
| Eleitorado/Participação | Eleitorado/Participação        | 3 856 | 64,60 / 100,00  | 5,11 |

#### Vialonga
| Partido                 | Partido                        | Votos  | %               | +/-   |
| ----------------------- | ------------------------------ | ------ | --------------- | ----- |
|                         | Partido Socialista             | 3 070  | 35,92 / 100,00  | 10,08 |
|                         | Coligação Democrática Unitária | 1 828  | 21,39 / 100,00  | 1,59  |
|                         | Partido Social Democrata       | 1 222  | 14,30 / 100,00  | 0,67  |
|                         | Bloco de Esquerda              | 1 103  | 12,91 / 100,00  | 3,82  |
|                         | CDS – Partido Popular          | 718    | 8,40 / 100,00   | 4,13  |
|                         | PCTP/MRPP                      | 141    | 1,65 / 100,00   | 0,16  |
|                         | Outros                         | 206    | 2,41 / 100,00   |       |
| Votos Inválidos         | Votos Inválidos                | 258    | 3,02 / 100,00   | 0,29  |
| Total                   | Total                          | 8 546  | 100,00 / 100,00 |       |
| Eleitorado/Participação | Eleitorado/Participação        | 14 441 | 59,18 / 100,00  | 4,56  |

#### Vila Franca de Xira
| Partido                 | Partido                        | Votos  | %               | +/-   |
| ----------------------- | ------------------------------ | ------ | --------------- | ----- |
|                         | Partido Socialista             | 3 459  | 35,97 / 100,00  | 12,22 |
|                         | Partido Social Democrata       | 1 934  | 20,11 / 100,00  | 1,36  |
|                         | Coligação Democrática Unitária | 1 479  | 15,38 / 100,00  | 1,36  |
|                         | Bloco de Esquerda              | 1 287  | 13,38 / 100,00  | 4,49  |
|                         | CDS – Partido Popular          | 880    | 9,15 / 100,00   | 3,61  |
|                         | Outros                         | 278    | 2,89 / 100,00   |       |
| Votos Inválidos         | Votos Inválidos                | 299    | 3,11 / 100,00   | 0,51  |
| Total                   | Total                          | 9 616  | 100,00 / 100,00 |       |
| Eleitorado/Participação | Eleitorado/Participação        | 16 089 | 59,77 / 100,00  | 5,29  |